# Sainte-Preuve
Sainte-Preuve ist eine französische Gemeinde mit 68 Einwohnern (Stand 1. Januar 2022) im Département Aisne in der Region Hauts-de-France (vor 2016 Picardie). Sie gehört zum Arrondissement Laon, zum Kanton Villeneuve-sur-Aisne und zum Gemeindeverband Champagne Picarde.

## Geografie
Die Gemeinde Sainte-Preuve nordöstlich des Höhenzuges Chemin des Dames und am Nordwestrand der Trockenen Champagne, rund 28 Kilometer östlich von Laon. Nachbargemeinden von Sainte-Preuve sind Bucy-lès-Pierrepont im Norden, Boncourt im Osten, Lappion im Südosten, Sissonne im Süden und Südwesten sowie Chivres-en-Laonnois im Nordwesten.

## Bevölkerungsentwicklung
| Jahr                       | 1962 | 1968 | 1975 | 1982 | 1990 | 1999 | 2006 | 2016 | 2022 |
| Einwohner                  | 119  | 97   | 79   | 64   | 75   | 85   | 89   | 83   | 68   |
| Quellen: Cassini und INSEE |      |      |      |      |      |      |      |      |      |

## Sehenswürdigkeiten

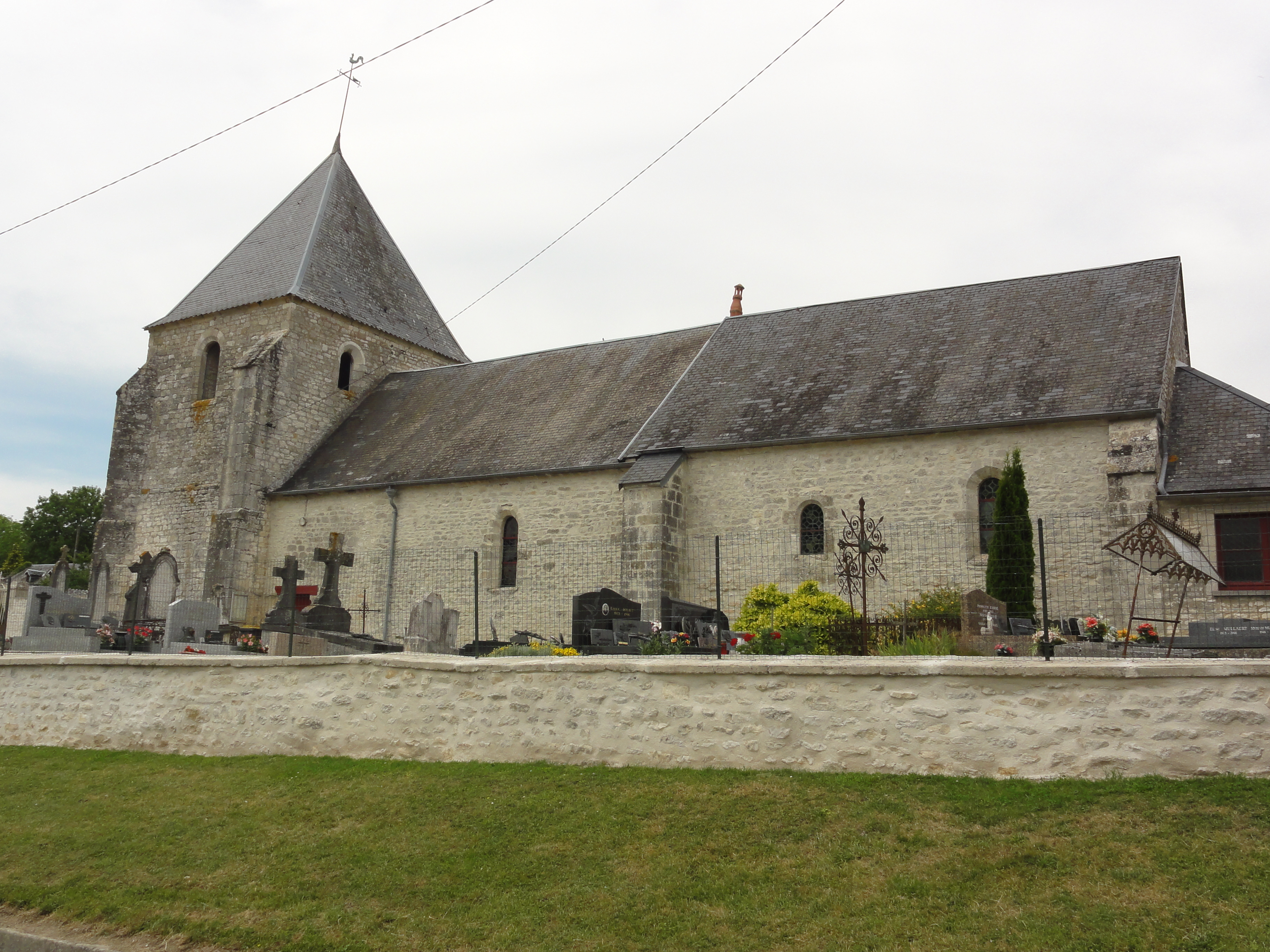
Kirche Sainte-Preuve
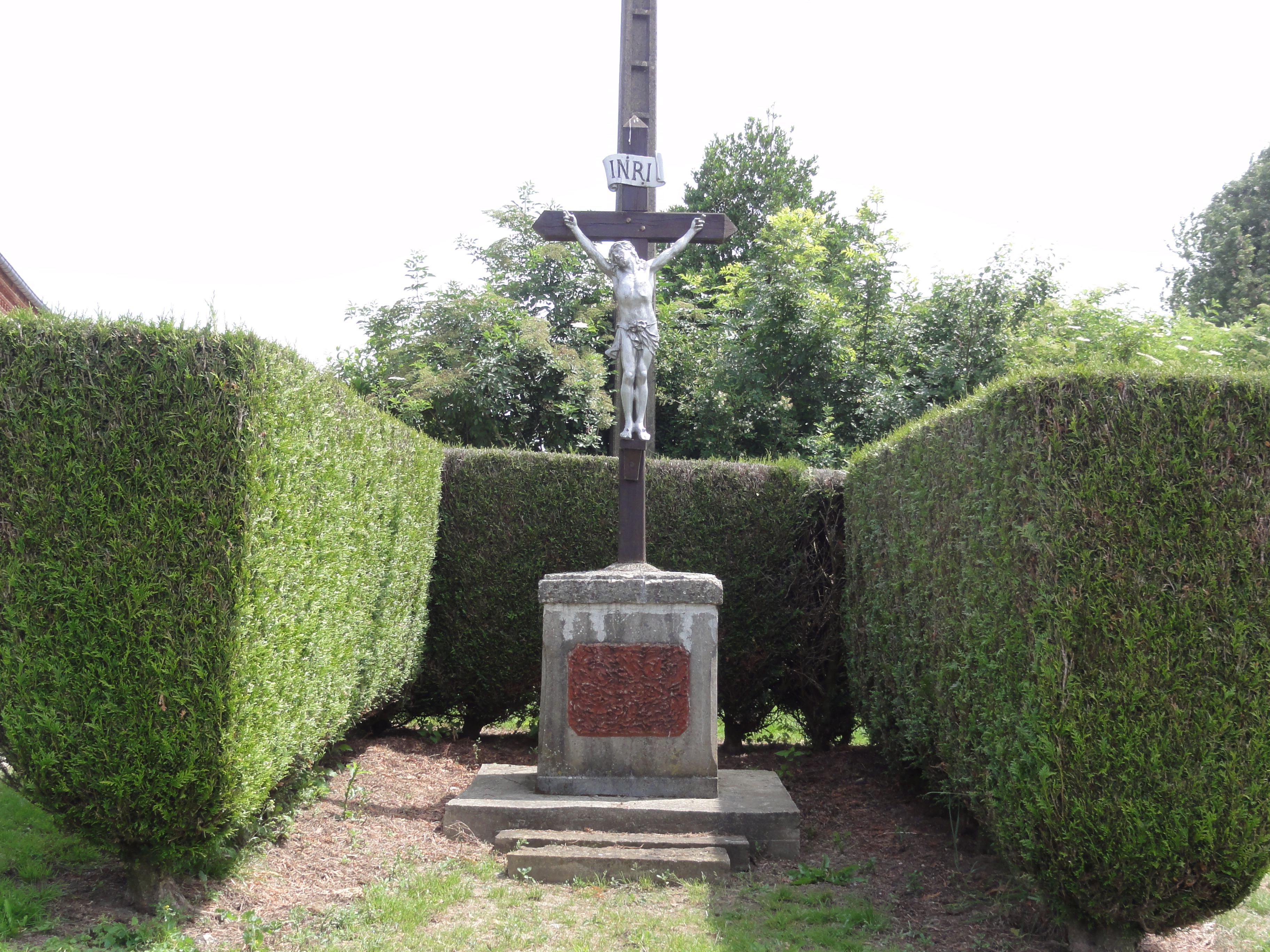
Wegkreuz
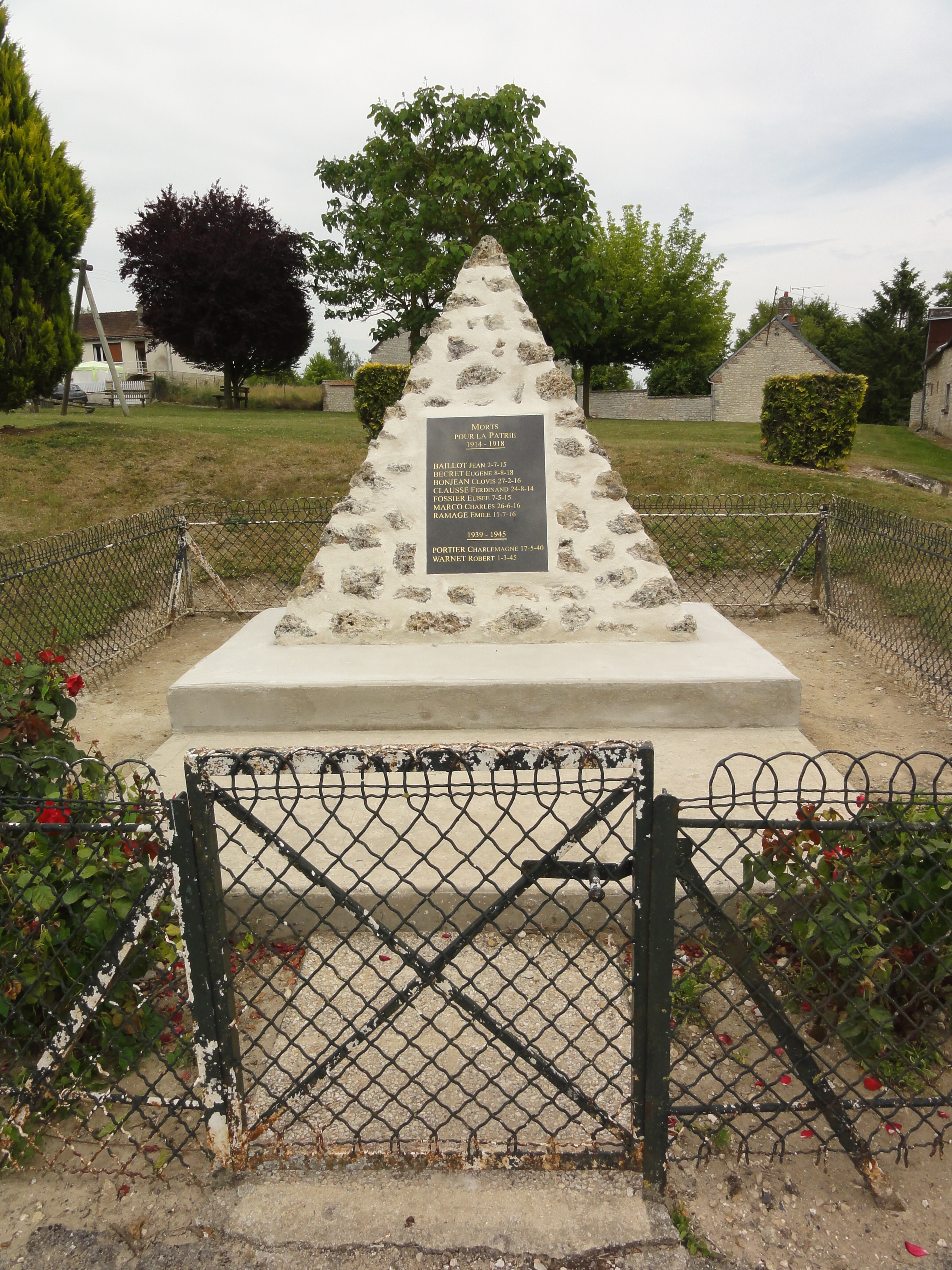
Gefallenendenkmal

- Kirche Sainte-Preuve
- Wegkreuz
- Gefallenendenkmal